# Albrechtice nad Vltavou
Albrechtice nad Vltavou – miejscowość i gmina (obec) w Czechach, w kraju południowoczeskim, w powiecie Písek. W 2022 roku liczyła 960 mieszkańców.